# Nibiru
Nibiru (en cuneïforme escrit né-bé-ru o ni-bi-rum) és el nom d'un cos celeste hipotètic de la mitologia babilònica associat al déu Marduk i en alguns casos, referit com el mateix déu. Apareix com un personatge menor en el poema creacionista babiloni Enuma Elish de la biblioteca d'Assurbanipal, rei d'Assíria (668-627 AC).

## Nibiru en la mitologia de Babilònia
Per als babilonis, era un cos celeste associat amb el déu Marduk. Nibiru significa "lloc que creua" o "lloc de transició". En molts textos babilonis s'identifica amb el planeta Júpiter, encara que en el fragment 5 de l'Enuma Elish s'associa amb l'estrella polar que, degut a la precessió dels equinoccis, no era la mateixa que actualment, es podria tractar de Thuban o possiblement Kochab. En l'astronomia babilònica, nibiru és el terme del punt més alt de l'eclíptica, el punt del solstici d'estiu, i la seva constel·lació associada.

## Nibiru segons la descripció de Zecharia Sitchin i la ufologia
Seria el nom que rep un hipotètic planeta proposat per Zecharia Sitchin, basant-se en la idea que les civilitzacions antigues haurien obtingut els seus coneixements i el seu desenvolupament gràcies a hipotètics contactes amb extraterrestres.
Segons aquest autor, el planeta existiria realment i hauria adquirit el nom del déu babiloni Marduk a conseqüència d'una usurpació del poder per part d'aquest déu en el 2024 a. de C., atribuint-se la creació de la Terra mitjançant la falsificació en les còpies del poema èpic "Enuma Elish".
Segons la descripció de Sitchin sobre la cosmologia sumèria, Nibiru seria el buscat 12é planeta, o el Planeta X (que inclou la descripció de 10 planetes, més el Sol, i la Lluna).
Igualment indica que en l'antiguitat s'hauria produït una catastròfica col·lisió d'un dels seus satèl·lits amb Tiamat, un hipotètic planeta també postulat per Sitchin, i que hauria estat entre el planeta Mart i Júpiter; fet que hauria format el planeta Terra i el cinturó d'asteroides. A més, segons Sitchin, Nibiru hauria estat la llar d'una poderosa raça alienígena, els Anunnaki. Com a conseqüència de la col·lisió el planeta Nibiru hauria quedat atrapat en el sistema solar, tornant al lloc de la col·lisió periòdicament en una òrbita excèntrica.
Sitchin cita algunes fonts que segons ell, parlarien sobre el planeta, que possiblement seria una estrella (concretament una nana marró) que estaria en una òrbita summament el·líptica al voltant del Sol, la qual va tenir el seu periheli fa aproximadament 3.600 anys i un període orbital d'uns 3.600 a 3.760 anys. Sitchin atribueix aquestes dades als astrònoms de la civilització maia.
En un llibre recentment publicat, titulat 2012: cita amb Marduk, l'escriptor i investigador turc Burak Eldem presenta una nova teoria, suggerint que són 3.661 anys els quals duraria el període orbital del suposat planeta i reclamant que hi haurà "una data de tornada" per a l'any 2012. Segons la teoria d'Eldem, 3.661 és un setè de 25.627, que és el cicle total "de 5 anys mundials" segons el Calendari maia estès. L'últim pas orbital de Marduk, afegeix, va succeir en 1649 adC i va causar grans catàstrofes sobre la Terra, incloent l'erupció del Tera.
Segons els seguidors de Sitchin, la idees de Sitchin estarien avalades pel seu domini en llengües mortes com el sumeri, i assistides per la traducció de peces considerades tresors, pren forma en els seus llibres; encara que això realment no és científicament un fonament astronòmic.

## L'opinió científica
La comunitat científica nega rotundament l'existència d'un planeta amb aquestes característiques, els científics argumenten que un planeta amb una òrbita així, o bé desenvoluparia una òrbita circular o escaparia de l'atracció solar per a vagar per l'espai. Per això les teories de Sitchin es consideren pseudocientífiques. A més, una nana marró amb un període de 3.760 anys seria evident per a les observacions infraroges i gravitacionals.

## La seva influència en la cultura popular
El 29 de desembre del 2005 va sortir al mercat espanyol un videojoc anomenar "Nibiru: El Missatger dels Déus"; una aventura gràfica de la companyia Future Games, amb la producció de The Adventure Company. La història parteix de la suposada troballa dels nazis, al final de la II Guerra Mundial, de la manera d'aprofitar-se de la tecnologia dels habitants del planeta, però sense temps per a aconseguir influir en el resultat de la guerra. En aquesta història, les troballes queden amagades i és en l'actualitat quan tornen a aparèixer.